# Еталон змішаного з ялицею і буком смерекового насадження
Еталон змішаного з ялицею і буком смерекового насадження — ботанічна пам'ятка природи місцевого значення. Об'єкт розташований на території Надвінянського району Івано-Франківської області, Річанське лісництво, квартал 2, виділ 28.
Площа — 6,3000 га, статус отриманий у 1993 році.